# Hoplia zaitzevi
Hoplia zaitzevi är en skalbaggsart som beskrevs av Jacobson 1914. Enligt Catalogue of Life ingår Hoplia zaitzevi i släktet Hoplia och familjen Melolonthidae, men enligt Dyntaxa är tillhörigheten istället släktet Hoplia och familjen bladhorningar. Arten har ej påträffats i Sverige. Inga underarter finns listade i Catalogue of Life.